# Georges Leduc (militaire)
Pour les articles homonymes, voir Leduc et Georges Leduc (homonymie).
Georges Louis Jean Baptiste Leduc, né le 12 septembre 1883 à Reumont et mort le 8 septembre 1953, est un militaire et brasseur français.

## Biographie
Georges Leduc naît le 12 septembre 1883 à Reumont, dans le département du Nord, en France.
Après un bac littéraire et un diplôme de l'école de commerce de Lille, il s'engage dans l'armée et devient 2e classe le 31 octobre 1903, caporal le 23 mars 1904, sergent le 3 avril 1905, adjudant le 1er juillet 1910, sous-lieutenant le 26 février 1915, lieutenant le 26 février 1917 puis capitaine le 29 septembre 1918. Ses blessures (le 26 février 1915 à la tête et à l'épaule gauche par des éclats d'obus à Beauséjour ; le 19 avril 1917, encore par des éclats d'obus, sur la face dorsale de la main droite et du bras droit en Serbie au col de Sosen) et ses actes de bravoure durant la Première Guerre mondiale lui valent de devenir chevalier de la Légion d'honneur le 31 janvier 1919. En parallèle, il fonde à Bruille-lez-Marchiennes la brasserie Leduc en 1912.
Il est promu officier le 30 juin 1937 puis commandeur le 11 juillet 1950.
Il est enterré au cimetière de Somain, où son fils mort le 25 décembre 1992 le rejoint.